# Mosquée Er-Rahman
La mosquée Er-Rahman (en arabe : مسجد الرحمن), également appelée mosquée de la place Romaine, est située à Cherchell, dans la wilaya de Tipaza en Algérie. Elle était auparavant l'église Saint-Paul, construite à la fin du XIXe durant la période coloniale française, dans un style néoclassique. En 1964, après l'indépendance du pays, elle a été convertie en mosquée.

## Description
La mosquée, d'une superficie de 530 m², présente un plan basilical constitué d'une nef principale et de bas-côtés, séparés par une rangée de colonnes. Elle est orientée en direction du sud-est. La porte située dans la façade s'ouvre sur un narthex de 2,20 m de large. À gauche de celui-ci, un escalier donne accès aux tribunes qui surplombent le narthex et les bas-côtés et font aujourd'hui office de salle de prière des femmes. La nef principale et le chœur font 31,5 m de long et les bas-côtés 28 m de long, pour une largeur totale de 14,4 m. Encadrant le chœur à chevet plat, trois pièces avaient initialement les fonctions de magasin (au sud), de grande sacristie (au centre au sud-est) et de petite sacristie (à gauche du chœur, à l'est). La grande sacristie et le magasin sont accessibles depuis l’extérieur de l'édifice . Les murs gouttereaux comprennent chacun huit fenêtres et une porte centrale.
Le mihrab, de 1,4 m de large, est couvert d'un arc outrepassé, plein cintre, reposant sur deux colonnes de plâtre. Le minbar en bois, situé dans l'ancien chœur, est de facture récente . 
Le minaret, ancien clocher qui surplombe la grande sacristie, est accessible depuis le magasin. Il présente un plan carré de 5 m de côté et sa hauteur est de 19 m depuis le sol. Initialement couvert d'un toit en tuile, il a été rehaussé de 5 m lors de la conversion en mosquée, pour s'inscrire dans le style des minarets maghrébins. 
La façade construite en 1878, aujourd'hui située à l'arrière du porche, est ornée de huit colonnes engagées carrées (pilastres) de style ionique. Elle présente un fronton de même composition que celui du porche, mais dépourvu de décors. 
D'un style architectural néo-classique, la façade du portique possède huit colonnes ioniques, avec l'architrave sculptée et un fronton triangulaire. La portique de la mosquée est à la fois octostyle et prostyle, celle-ci est élevée et on y parvient par un escalier de huit marches.

## Histoire
L'église Saint-Paul, dont le chantier est lancé dès 1876,, est terminée en 1896 à l'exception du clocher. Sa bénédiction a lieu le 14 janvier 1896. Une construction temporaire fait office d'église sur le site avant la construction de la nouvelle église. L’appellation cathédrale utilisée pour l'édifice semble uniquement remonter à une revendication du curé local au XXe siècle, sans être siège de diocèse, mais uniquement paroisse à la période contemporaine contrairement à la période antique. Le porche prostyle et ses huit colonnes sont ajoutés en 1956.
L'église conservait dans le chœur deux mosaïques du IVe siècle remployées dans son pavement. Celles-ci, mises au jour vers 1895 par Victor Waille et transférées dans l'église, représentaient pour l'une deux paons affrontés au pied d'un grand vase, pour l'autre une faune marine variée. Les mosaïques sont déposées en 1964 pour être transférées au musée public national de Cherchell.
Les vitraux de l'église, démontés, ont été envoyés en France par le chanoine Cornillon au moment de l'indépendance algérienne. Ils sont depuis stockés dans l'église Notre-Dame-de-la-Mer au Cros-de-Cagnes dans les Alpes-Maritimes. Ils datent des années 1920-1925 et sont réalisés dans le style sulpicien, et depuis 2022, une campagne est lancée pour restaurer les 16 vitraux, qui sont tombés dans l'oubli depuis 1962. L'ancienne cloche de Saint-Paul de Cherchell a également été remployée pour l'église des Cros-de-Cagnes en 1975.
La croix de l'église a été récupérée par l'évêque Alphonse Georger, qui a déclaré l'avoir trouvée dans les années 1980 chez un musulman. Ce dernier l'avait préservée chez lui après l'avoir récupérée, à la suite de son abandon dans un fossé.
La transformation de l'église en mosquée est décidée après l'indépendance algérienne, et cette décision est communiquée au curé par le sous-préfet de Cherchell le 3 septembre 1964. Le culte catholique est alors transféré dans une dépendance de l'habitation du curé. Outre les vitraux et les cloches, sont également déposés les autels et mosaïques. La prière y commence dès la fin des travaux en 1964. L'édifice est relativement peu modifiée à cette occasion : la sacristie est transformée en maqsura quand l'orientation de l'édifice, similaire à la qibla, permet l’installation du mihrab à la place de l'autel.

## Galerie

Sélection d'images
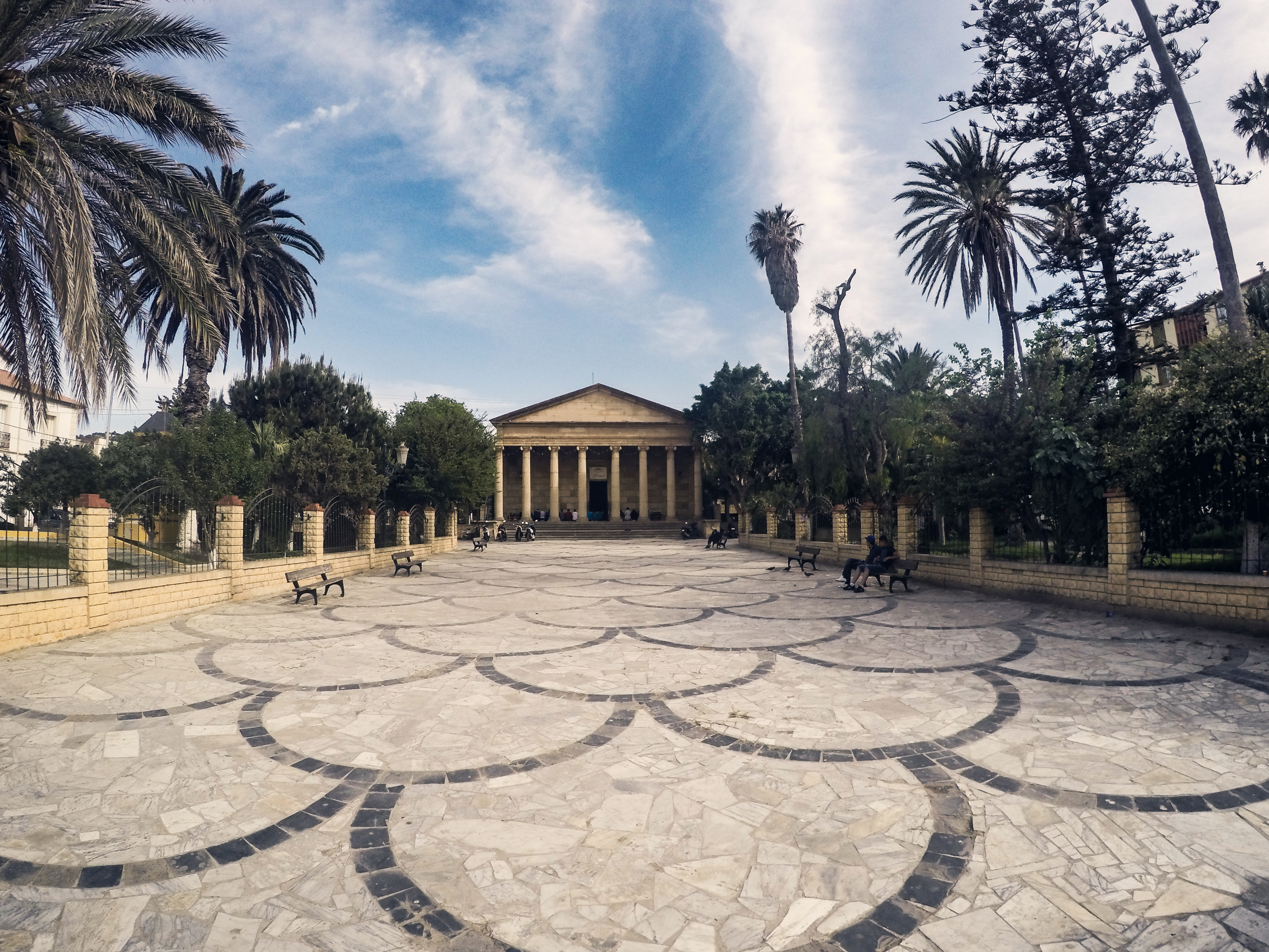
Vue de la mosquée et de sa petite place à l'avant.
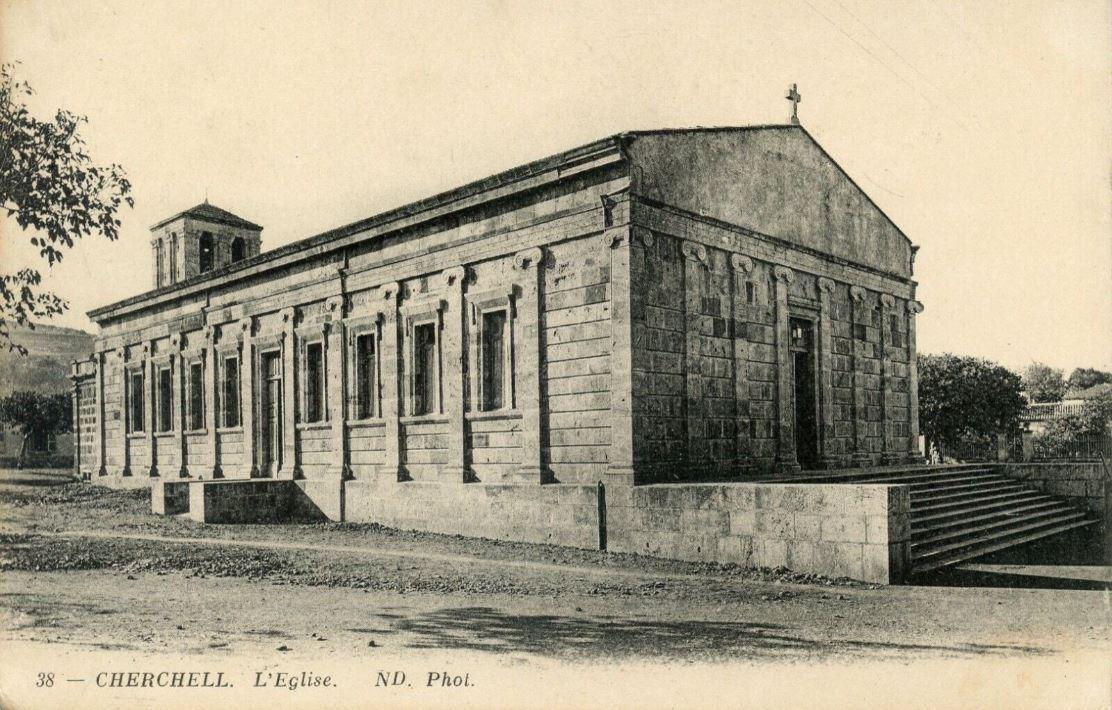
Prise du côté ouest de l'église, par les frères Neurdein (ND. Phot).
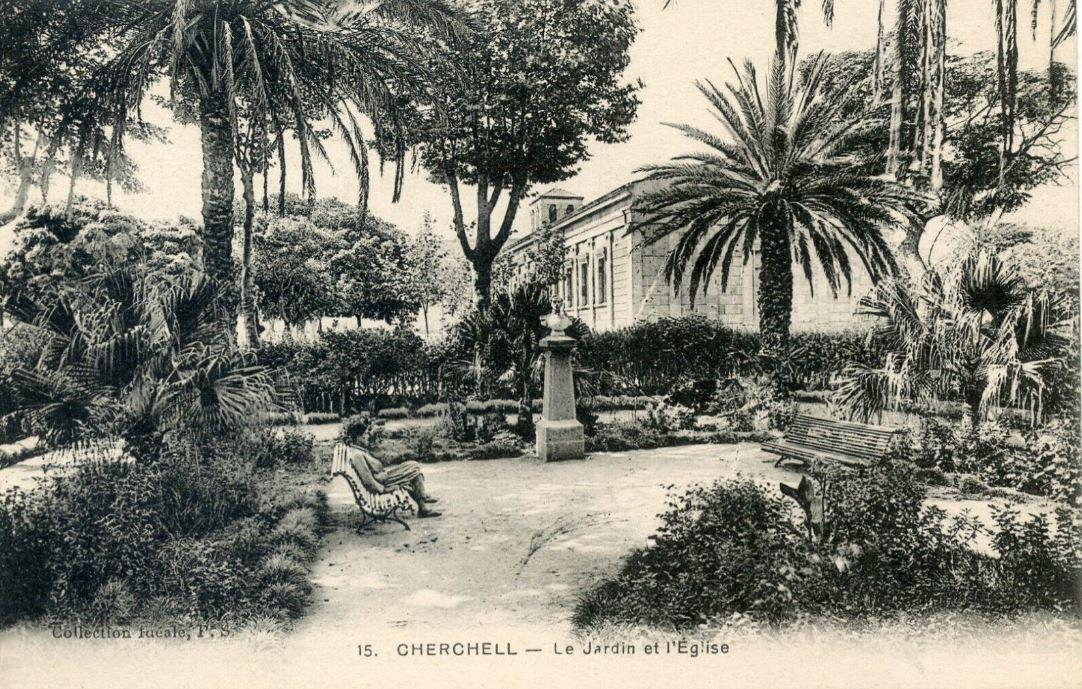
Le jardin et l'église, par la Compagnie des Arts Photomécaniques (CAP).
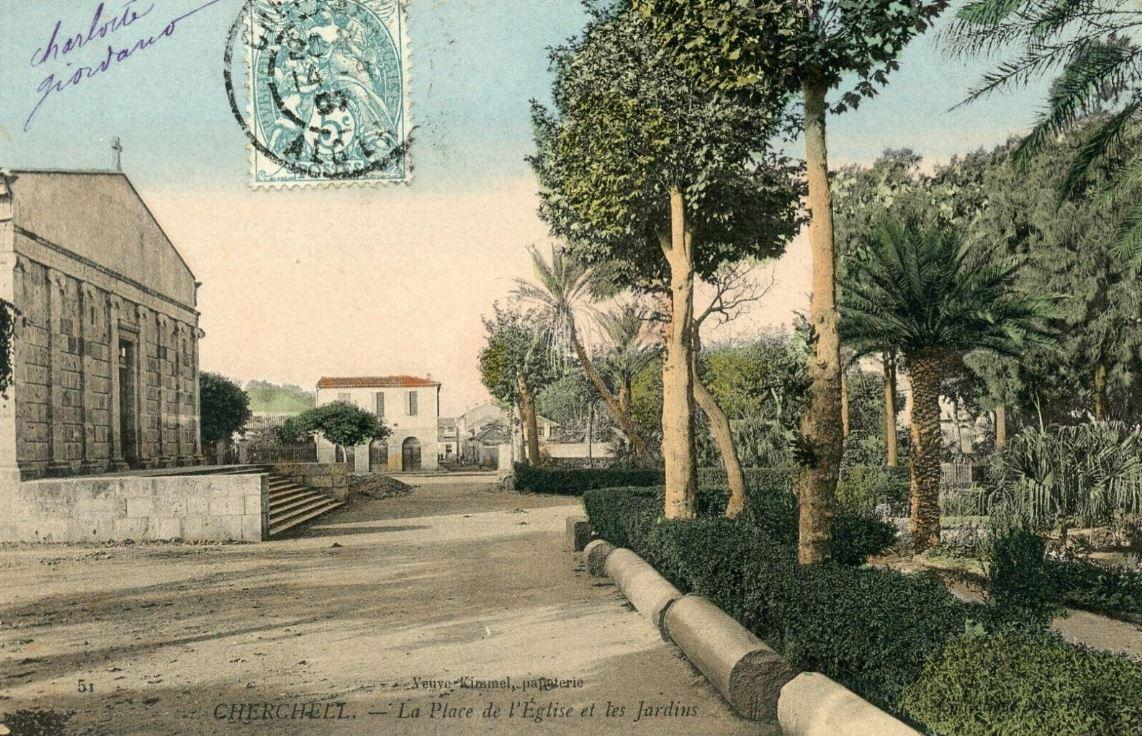
La place de l'église et le jardin, par les frères Neurdein, coloré et distribué par Veuve Kimmel papeterie.